# Daniel T. McCarty

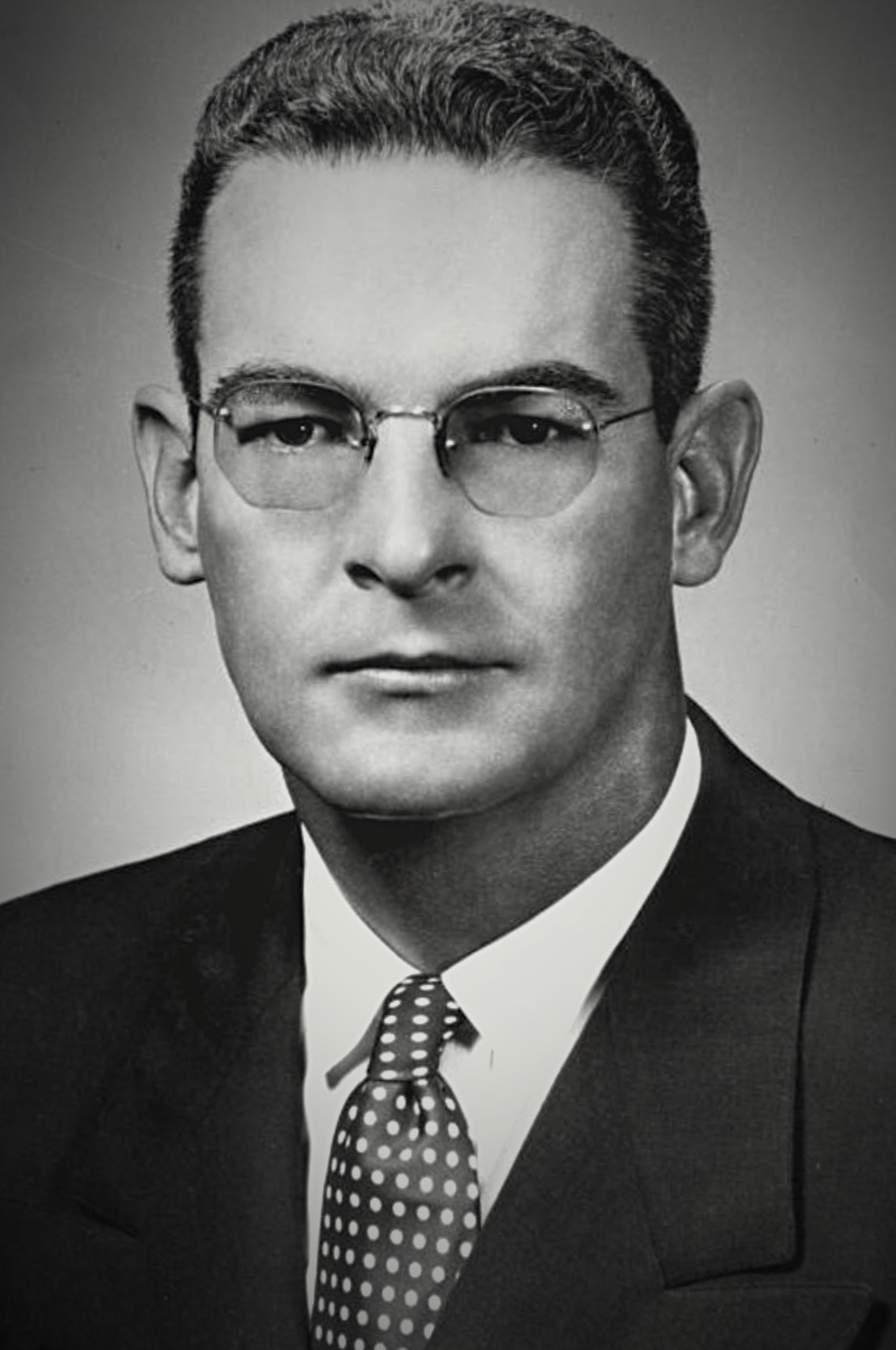
Daniel McCarty (1953)

Daniel Thomas McCarty (* 18. Januar 1912 in Fort Pierce, Florida; † 28. September 1953 in Tallahassee)  war ein US-amerikanischer Politiker und 1953 der 31. Gouverneur von Florida.

## Frühe Jahre und politischer Aufstieg
Daniel McCarthy besuchte die Grundschulen seiner Heimat und studierte anschließend an der University of Florida. Nach Abschluss seines Studiums arbeitete er in Fort Pierce als Viehzüchter und als Erzeuger von Zitrusfrüchten. Während des Zweiten Weltkriegs stieg er in der US-Armee bis zum Oberst (Colonel) auf und erhielt viele Auszeichnungen für seine militärischen Verdienste. Bereits zwischen 1937 und 1941 war McCarty Abgeordneter im Repräsentantenhaus von Florida; 1941 wurde er Präsident (Speaker) dieses Gremiums. Nach dem Krieg setzte er seine politische Karriere fort. Im Jahr 1948 bewarb er sich innerhalb der Demokratischen Partei um die Nominierung für das Amt des Gouverneurs. Zu diesem Zeitpunkt unterlag er aber gegen Fuller Warren. Vier Jahre später hatte er mehr Erfolg. Er gewann nicht nur die Nominierung seiner Partei, sondern auch die anschließenden Gouverneurswahlen gegen den Republikaner Harry S. Swan.

## Gouverneur von Florida
McCartys Legislaturperiode begann am 6. Januar 1953. In seiner kurzen Amtszeit reformierte er das Verfahren zur Personaleinstellung in den Staatsdienst und er änderte auch die Vorgehensweise bei der Vertragsvergabe von Regierungsaufträgen. Er erhöhte die Lehrerbesoldung und förderte ganz allgemein die Schulpolitik. Darüber hinaus initiierte er ein Hilfsprogramm für Behinderte. Außerdem war er ein entschiedener Gegner der Ölförderung in den Everglades. Viel Zeit zur Durchführung seiner Reformen hatte er allerdings nicht. Bereits am 25. Februar 1953 erlitt er einen Herzinfarkt, der ihm in den folgenden Monaten schwer zu schaffen machte und von dem er sich nicht mehr richtig erholte. Er starb im September an den Folgen des Infarktes. Daniel McCarty war mit Ollie Brown verheiratet, mit der er drei Kinder hatte.   